# 김무준
김무준(1998년 5월 24일 ~ )은 대한민국의 배우이다.

## 학력
- 2020년 ~ 서울예술대학교 연기과 휴학

## 출연

### 드라마
- 2020년 유튜브 《뉴런》 (웹 드라마) - 오법 역
- 2020년 유튜브 《좀 예민해도 괜찮아 2020》 (웹 드라마) - 하해준 역
- 2021년 JTBC 《알고있지만,》 - 유세훈 역
- 2022년 KBS2 《너에게 가는 속도 493KM》 - 육정환 역
- 2023년 MBC 《연인》 - 소현세자 역
- 2024년 TBS 《블랙페앙 시즌2》 - 박민재 역
- 2024년~2025년 KBS Joy 《오늘도 지송합니다》 - 김이안 역

## 수상 및 후보
| 연도 | 시상식       | 부문          | 작품 | 결과 |
| ---- | ------------ | ------------- | ---- | ---- |
| 2023 | MBC 연기대상 | 신인상 (남자) | 연인 | 수상 |